# Барбелрот
Барбелрот (њем. Barbelroth) општина је у њемачкој савезној држави Рајна-Палатинат. Једно је од 74 општинска средишта округа Зидлихе Вајнштрасе. Према процјени из 2010. у општини је живјело 591 становника. Посједује регионалну шифру (AGS) 7337006.

## Географски и демографски подаци
Барбелрот се налази у савезној држави Рајна-Палатинат у округу Зидлихе Вајнштрасе. Општина се налази на надморској висини од 148 метара. Површина општине износи 4,0 km². У самом мјесту је, према процјени из 2010. године, живјело 591 становника. Просјечна густина становништва износи 146 становника/km².